# Whaledreamers

Whaledreamers est un film australien réalisé par Kim Kindersley en 2006, avec Julian Lennon, Pierce Brosnan, John Hurt et Geoffrey Rush, sur le lien entre une tribu aborigène et les baleines.

## Fiche technique
- Réalisation : Kim Kindersley
- Scénario : Kim Kindersley
- Musique : Murray Burns, Tarshito
- Durée : 90 minutes
- Date de sortie :

## Distribution
- Julian Lennon
- Pierce Brosnan
- John Hurt
- Geoffrey Rush
- Jack Thompson

## Nominations et récompenses
- 2006 : meilleur film au festival international du film de Monaco[1].